# Eurynome (planetka)
(79) Eurynome je planetka nacházející se v hlavním pásu asteroidů. Její průměr činí asi 66 km. Byla objevena 14. září 1863 kanadsko-americkým astronomem J. C. Watsonem.